# Miriam Mehler
Miriam Mehler (15 de septiembre de 1935) es una actriz brasileña, nacida en España, formada en la Escuela de Arte Dramática de Alfredo Mesquita. 
Estuvo casada con el actor Perry Salles, con quién fundó un teatro. Participó en numerosos montajes en los teatros Arena y Oficina. También trabajó en numerosas telenovelas brasileñas muy exitosas. Estuvo casada también con Cláudio Marzo. 

## Telenovelas
- 1964 - Marcados pelo Amor - Lisa
- 1965 - A Grande Viagem - Elisa
- 1966 - Somos Todos Irmãos - Alice
- 1966 - Redenção - Ângela
- 1967 - Paixão Proibida - Dorotéia
- 1968 - Ana - Sônia
- 1969 - A Cabana do Pai Tomás - Bárbara
- 1970 - Tilim - Lina
- 1971 - Editora Mayo, bom dia - Cláudia
- 1972 - O Príncipe e o Mendigo - Lady Edith
- 1978 - O Direito de Nascer - Graziela
- 1982 - Os Imigrantes - Terceira Geração - Renata
- 1983 - Braço de Ferro
- 1988 - Vida Nova - Fanny
- 1989 - Cortina de Vidro - Sílvia
- 1990 - A História de Ana Raio e Zé Trovão
- 1991 - Mundo da Lua - Princesa Isabel
- 1994 - As Pupilas do Senhor Reitor - Rosa
- 1996 - Colégio Brasil - Olga
- 1997 - Canoa do Bagre - Albertina
- 1998 - Fascinação - Guiomar
- 2002 - Pequena Travessa - Helena
- 2004 - A Escrava Isaura - Gioconda
- 2006 - Cristal - Purificação
- 2009 - Tudo Novo de Novo - Helena
- 2011 - Insensato Coração - Lurdes
- 2011 - Força-Tarefa - Dona Norma

## Cine
- 1960 - Cidade Ameaçada
- 1968 - O Bandido da Luz Vermelha
- 1969 - A Cama ao Alcance de Todos
- 1970 - Juliana do Amor Perdido
- 1973 - Mestiça, a Escrava Indomável
- 1980 - Atô de Violência
- 1982 - Dôra Doralina
- 2007 - Chega de saudade